# Après toi
"Après toi" (tiếng Pháp, dịch nghĩa: "Vắng anh") là ca khúc chiến thắng Eurovision Song Contest 1972 (Cuộc thi Ca khúc Truyền hình châu Âu năm 1972) diễn ra ở Edinburgh, Scotland. Ca khúc này do ca sĩ người Hy Lạp Vicky Leandros trình diễn đại diện cho Luxembourg. Đồng sáng tác ca khúc có cha của Vicky là Leandros Papathanasiou dưới bút danh Mario Panas. Bài hát đánh dấu lần thứ hai Vicky Leandros tham dự Cuộc thi Ca khúc Truyền hình châu Âu sau lần cô xếp hạng tư với ca khúc "L'amour est bleu" ("Tình Buồn") vào năm 1967. Dựa vào bí quyết thành công của bài "L'amour est bleu", Leandros Papathanassiou soạn ca khúc "Après toi" như một khúc nhạc giao hưởng. Ông giao phần hòa âm cho nhạc sư Klaus Munro - nhạc sư nổi tiếng của nhạc viện thành phố Hamburg, Đức.
"Après toi" là ca khúc thứ 17 trong đêm nhạc, diễn ra sau màn thể hiện ca khúc "À la folie ou pas du tout" của Serge & Christine Ghisoland (đại diện cho Bỉ). Kết thúc cuộc bình chọn, "Après toi" thu được tổng cộng 128 điểm, giúp Luxembourg xếp hạng nhất trong 18 quốc gia tham gia cuộc thi năm đó.
Vicky Leandros cũng thu âm một phiên bản tiếng Anh của ca khúc này dưới nhan đề "Come What May". Phiên bản này leo lên vị trí thứ hai trên bảng xếp hạng đĩa đơn ở cả Anh Quốc và Ireland. Ngoài ra, Vicky còn thu âm nhiều phiên bản ngoại ngữ cho ca khúc "Après toi", bao gồm bản tiếng Ý "Dopo te", bản tiếng Đức "Dann kamst du", bản tiếng Tây Ban Nha "Y despues", bản tiếng Hy Lạp "Mono Esi" (Μόνο εσύ) và bản tiếng Nhật "Omoide Ni Ikiru" (想い出に生きる). Tổng cộng Vicky Leandros đã thu âm bảy phiên bản với bảy thứ tiếng khác nhau.
"Après toi" - cũng giống như bài "L'amour est bleu" - đã được nghệ sĩ ở nhiều nước thể hiện lại, bao gồm "Jak Mám Spát" (Helena Vondráčková hát tiếng Séc), "Keď Si Sám" (Eva Kostolányiová hát tiếng Slovak), "Tulethan – rakastan" (Carola Standertskjöld hát tiếng Phần Lan), "Posle Tebe" (Lola Novaković hát tiếng Serbia), "Si te vas" (Paloma San Basilio hát tiếng Tây Ban Nha) và "Vad än sker" (Ann-Louise Hanson hát tiếng Thụy Điển).
Nhạc sĩ Phạm Duy đã đặt lời tiếng Việt cho ca khúc "Après toi" với nhan đề "Vắng bóng người yêu".